# Mebea
Mebea – greckie przedsiębiorstwo branży motoryzacyjnej, działające w latach 1973-1983.

## Modele
- Mebea Fox
- Mebea Bingo
- Mebea Robin(inne języki)
- Mebea 206